# David Tournay
David Tournay (ur. 28 października 1983) – francuski aktor.
Ma korzenie polskie, hiszpańskie i belgijskie. Karierę rozpoczął w wieku 23 lat epizodyczną rolą w serialu P.J. (France 2) u boku Charles'a Schneidera. Większą popularność zyskał w 2007 roku dzięki występom w serialu Odnaleźć Alice (France 2), gdzie odgrywa jedną z głównych ról – Léo, u boku Joséphine Jobert, Charles'a Templona oraz Mouni Farro.